# Liergouwbrug
De Liergouwbrug is een viaductstelsel in Amsterdam-Noord.
Het viaduct is gelegen in de Ringweg-Noord, een onderdeel van de Rijksweg 10. Het is het tweede viaduct als men richting noorden de Zeeburgertunnel verlaat. Ze overspant daarbij het eeuwenoude landweggetje Liergouw tussen Schellingwoude en Ransdorp. De kunstwerken dateren uit de jaren 1987 tot en met 1990 toen aan het laatste deel van de rijksweg 10 werd gewerkt, waarbij het grootste obstakel werd gevormd door de waterwegen ter plaatse van Zeeburgerbrug en –tunnel. In september 1990 werd het traject waarin het viaduct ligt geopend.
Het ontwerp van het viaduct is afkomstig van de burelen van Rijkswaterstaat, die tevens het beheer uitvoert. Over het noordoostelijk viaduct liggen drie rijbanen, een uitvoegstrook en een vluchtstrook; het zuidwestelijke heeft drie rijbanen met een vluchtstrook. Ter plaatse van de viaducten is geen afslag. Onder het viaduct is een faunapassage aangelegd (rotsblokken op zandgrond), zodat ook kleine landdieren gebruik kunnen maken van de onderdoorgang. Anders dan bij andere viaducten in de rijksweg hoefden er hier geen geluidsschermen geplaatst worden. Omwonenden hadden in inspraakrondes voor elkaar gekregen dat de ringweg een noordelijker gelegen traject kreeg dan op de tekentafel; het geluid kon zo door een groenstrook gedempt worden.
De brug ging vanaf haar oplevering naamloos door het leven. In december 2017 vernoemde de gemeente Amsterdam (bijna) alle bruggen in de Rijksweg 10 om opgenomen te worden in de Basisadministratie Adressen en Gebouwen. De vernoeming had veelal betrekking op de straat en/of gracht die het bouwwerk overspande.